# Marc Fesneau

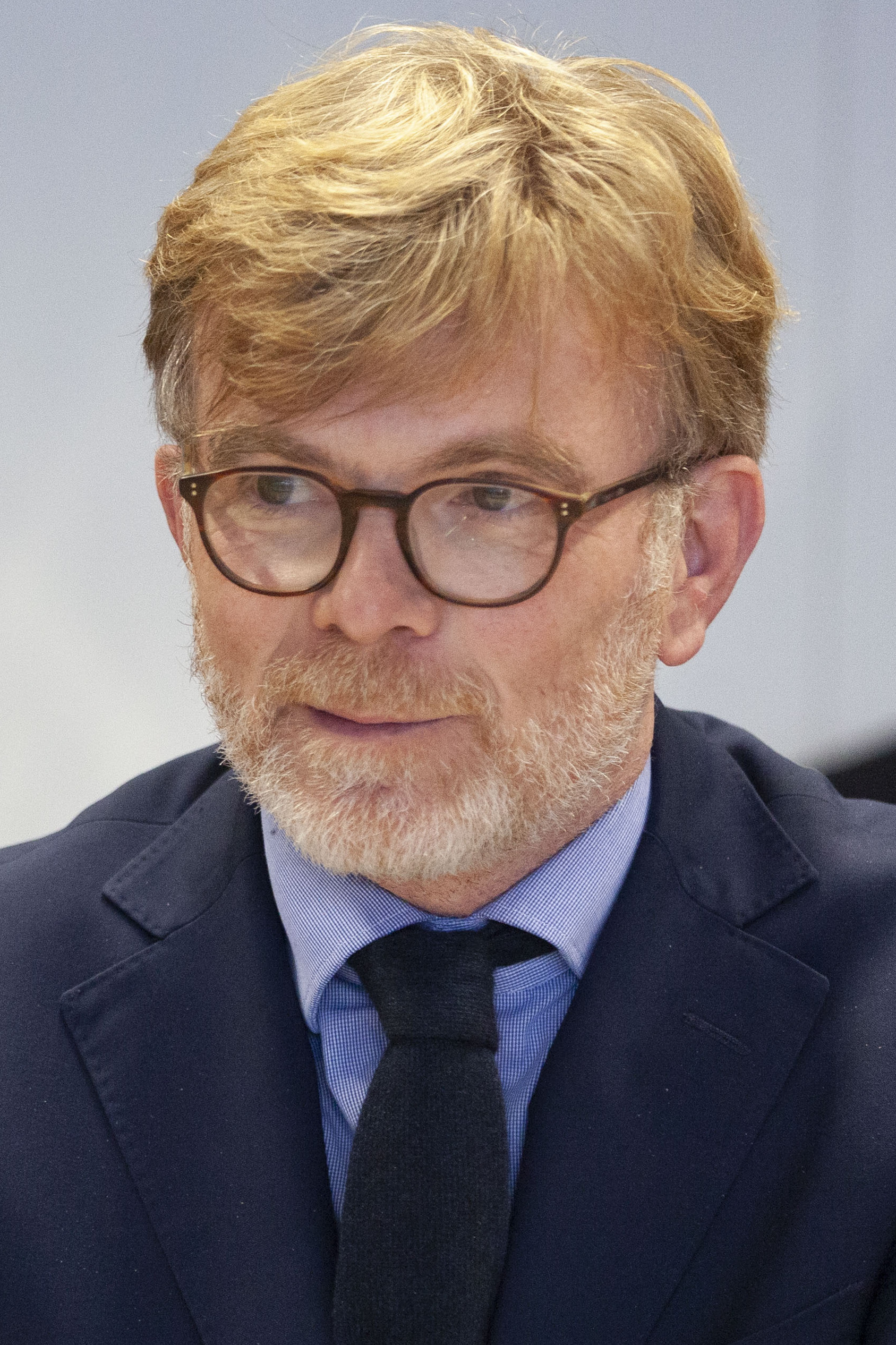
Marc Fesneau (2024)

Marc Fesneau (* 11. Januar 1971 in Paris) ist ein französischer Politiker (MoDem). Er war von 2017 bis 2018 und ist erneut seit Juli 2024 Vorsitzender der MoDem-Fraktion in der Nationalversammlung. Dazwischen war er von 2018 bis 2022 beigeordneter Minister für Beziehungen zum Parlament und von Mai 2022 bis September 2024 Minister für Landwirtschaft und Ernährungssouveränität.

## Leben und politische Karriere
Nach dem Baccalauréat am Pariser Lycée Molière absolvierte Fesneau ein Grundstudium der Bio- und Geowissenschaften. Er arbeitete bei der Landwirtschaftskammer des zentralfranzösischen Départements Loir-et-Cher, wo er für lokale Entwicklungspolitik und europäische Fonds zuständig war. Von 2001 bis 2017 war er parlamentarischer Mitarbeiter von Jacqueline Gourault, einer Senatorin der bürgerlichen Partei UDF, der auch Fesneau beitrat und die sich 2007 in Mouvement démocrate (MoDem) umbenannte. Parallel absolvierte er bis 2003 ein Studium am Institut d’études politiques de Paris (Sciences Po).
Seine politische Karriere begann Fesneau 1995 als Mitglied des Gemeinderats von Marchenoir, einem Dorf in der Nähe von Blois in der landwirtschaftlich geprägten Region Beauce. Für die UDF wurde er 2004 in den Regionalrat der Region Centre gewählt, dem er bis 2010 angehörte. Bei der Regionalwahl 2010 war Fesneau Spitzenkandidat des MoDem, dessen Liste aber nur auf 5,1 Prozent der Stimmen kam und keine Sitze im Regionalrat erhielt. 
Von 2008 bis 2017 war er ehrenamtlicher Bürgermeister der Gemeinde Marchenoir. Zusätzlich war er von 2015 bis 2017 Vizepräsident des Spitzenverbands französischer Kommunen ADCF und von 2016 bis 2017 Vorsitzender des Gemeindeverbands Communauté de communes Beauce Val de Loire. Von 2010 bis 2017 war Fesneau Generalsekretär des Mouvement démocrate und zugleich Direktor des parteinahen Bildungswerks IFED.
Bei der Parlamentswahl 2017 wurde Fesneau als Abgeordneter des 1. Wahlkreises von Loir-et-Cher in die Nationalversammlung gewählt. Dabei wurde er neben dem MoDem auch von der Partei La République en marche (LREM) des Präsidenten Emmanuel Macron unterstützt und erhielt in der Stichwahl gegen einen Kandidaten der rechtsextremen Front National 69,15 Prozent der Stimmen. In der Nationalversammlung übernahm er den Vorsitz der MoDem-Fraktion.
Im Oktober 2018 wurde Fesneau zum beigeordneten Minister für Beziehungen zum Parlament im Amt des Premierministers Édouard Philippe ernannt. Sein Mandat in der Nationalversammlung legte er dafür nieder. Diesen Posten behielt er auch im Kabinett Castex, erweitert um die Zuständigkeit für Bürgerbeteiligung. Nach seiner Wiederwahl ernannte Präsident Macron im Mai 2022 Marc Fesneau zum Landwirtschaftsminister im Kabinett Borne. Er behielt das Amt auch im Kabinett Attal und amtierte bis September 2024. Nach der vorgezogenen Parlamentswahl im Sommer 2024, bei der Fesneau als Abgeordneter bestätigt wurde, übernahm er erneut den Vorsitz der MoDem-Fraktion in der Nationalversammlung.